# بحيرة ستانفورد
بحيرة ستانفورد هي عبارة عن بحيرة طبيعية جبلية تقع هذه البحيرة في سلسلة جبال سييرا في نيفادا الشرقية، في ولاية كاليفورنيا ضمن الولايات المتحدة الأمريكية .
تقع بالقرب من جبل ستانفورد في سييرا كريست، في اينو الوطنية للغابات.